# Ностальгия по СССР

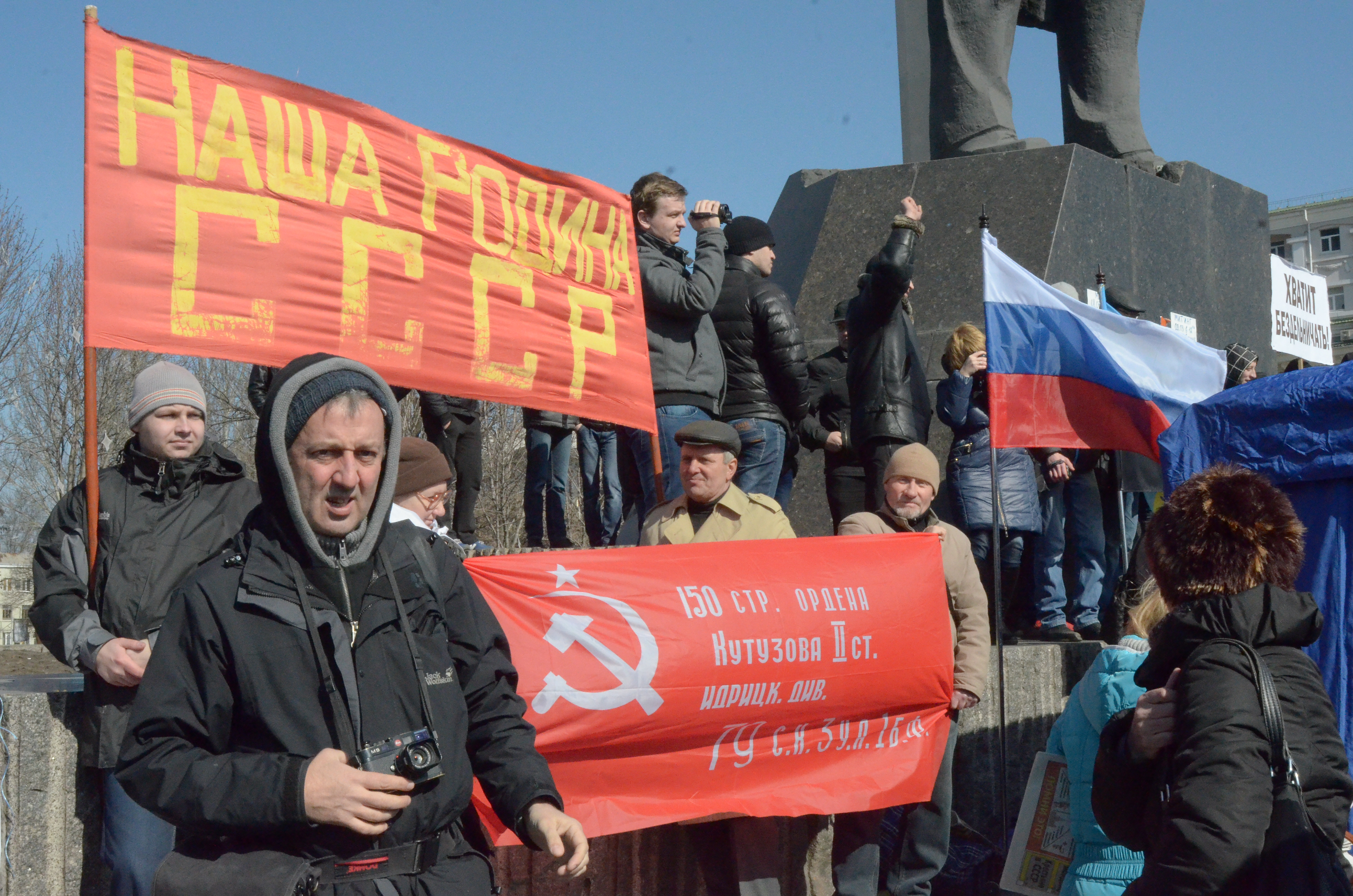
Плакат «Наша родина СССР» на митинге в Донецке, 8 марта 2014 года.

Ностальги́я по СССР, также встречаются определения ностальги́я по сове́тскому пери́оду или сове́тская ностальги́я — комплексное социальное явление в России и странах постсоветского пространства, а также в среде русскоязычных граждан дальнего зарубежья, родившихся в СССР, затрагивающее коллективную память об эпохе Советского Союза и связанных с ним деталях.
Частный случай посткоммунистической ностальгии.

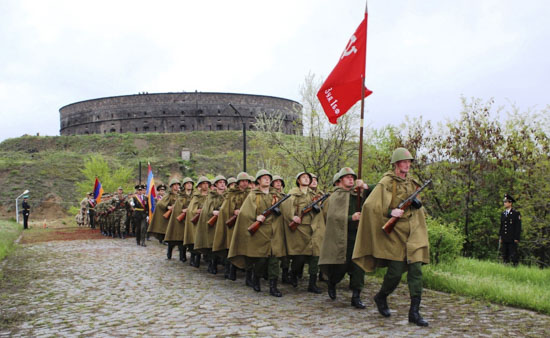
Празднование Дня Победы в Армении, 9 мая 2018 года

## Определение явления
Российские социологи определяют ностальгию по СССР как комплексное социальное явление, включающее в себя:
- определённую ностальгию по развитой социальной системе Советского Союза;
- симпатии к советской культуре;
- отношение к целям и задачам СССР как к «великим», «грандиозным» даже у его противников;
- положительное отношение к определённым деталям советского быта — системе ГОСТ, общественного питания, и т. д.
- положительное отношение к советским лидерам — Ленину, Сталину, Хрущёву, Брежневу, Андропову, Черненко.

Характерным признаком ностальгии по СССР исследователи называют затрагивание обширной возрастной группы, замеченной в симпатиях к Советскому Союзу. Тем не менее, О. В. Смолина, российский социолог, основным носителем явления называет поколение 1976—1982 годов; детство этих людей прошло ещё до распада Советского Союза.
Уровень жизни большей части населения в первые годы после распада СССР (и последовавших за этим экономических реформ) резко ухудшился (по многим характеристикам в 1,5-2 раза — до показателей 60-70-х годов), что до сих пор вызывает негативные воспоминания среди определённых групп жителей. А. В. Очкина оценивает процент пострадавших от рыночных реформ граждан в 40 %. По мнению социолога Льва Гудкова, ностальгия по СССР и идеализация советского времени с его «мифами о справедливости и равенстве» являются единственным нецензурированным способом выразить недовольство положением вещей в современном российском обществе. Отсутствие новых идей будущего и целей развития у государства вынуждает общество апеллировать к прошлому в контексте «не менять нынешнюю ситуацию, а восстановить прошлую». Ностальгия по СССР также используются властями для обоснования своей внешней политики, легитимации политики централизации власти и устранения плюрализма в обществе.

## Проявления

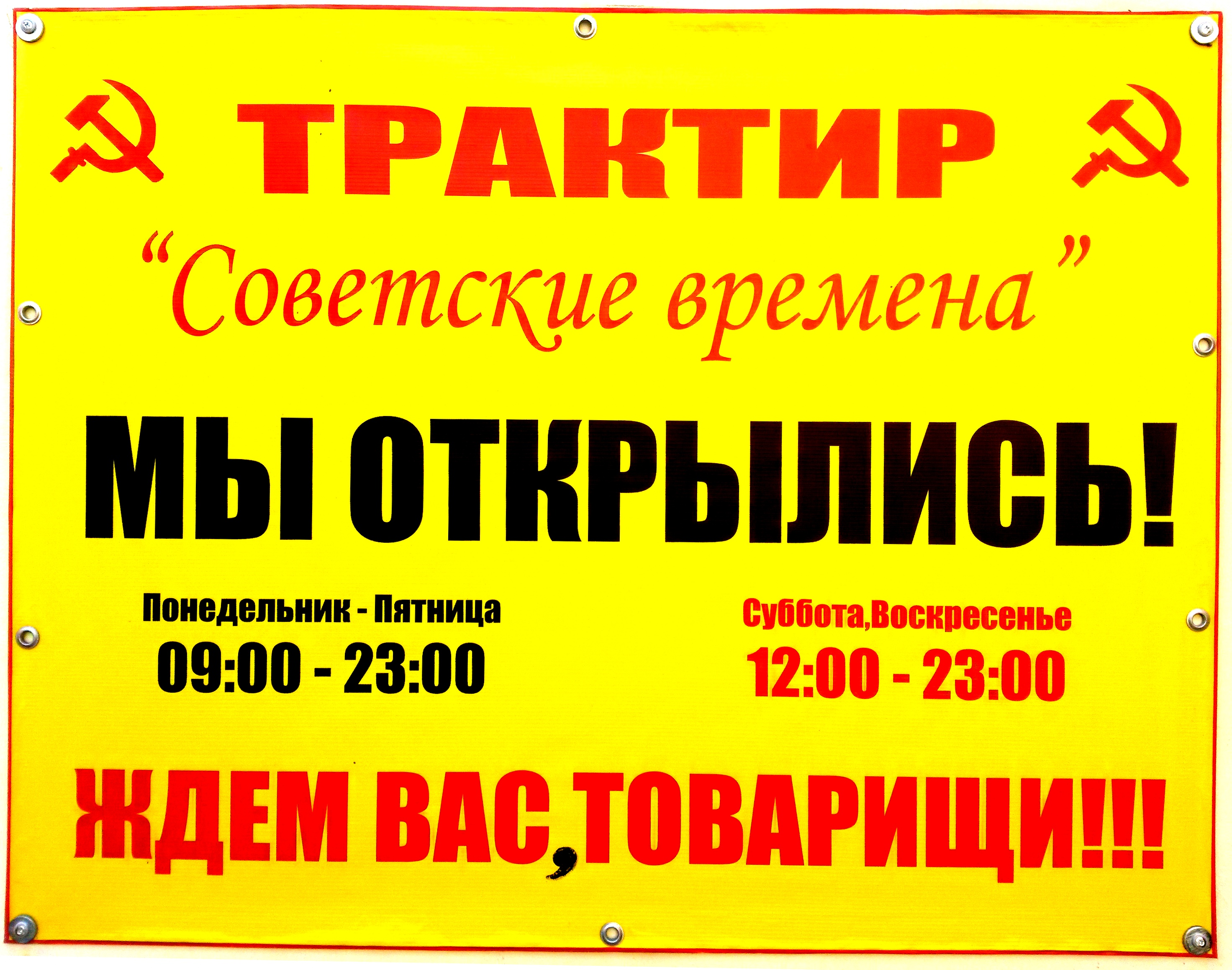
Трактир «Советские времена»

В 1996 году впервые вышла в эфир телепередача «Старые песни о главном», лейтмотивом которой было исполнение советских песен современными поп-артистами. Передача оказалась крайне успешной и с тех пор регулярно выходила в эфир, породив ряд подражающих или похожих передач. С конца 1990-х годов в социологических опросах студентов стала появляться критика капитализма, в начале-середине 1990-х годов относительно не распространённая. Одновременно стали подвергаться сомнению тезисы о тоталитарности существовавшего в Советском Союзе строя и негативная характеристика советского общества. В 2000-х годах, со стабилизацией экономики бывшего СССР, ностальгия по СССР вышла на новый уровень, став распространённым маркетологическим приёмом — возникали столовые «по-советски», в рекламных кампаниях всячески использовалась система ГОСТ и узнаваемые стереотипы времён Советского Союза, доходящие иногда до гротеска. Частично подобное явление было распространено в местах компактного проживания эмигрантов из бывшего СССР, в частности, Брайтон-Бич. Стали возникать музеи, посвящённые быту времён «длинных семидесятых» (1968—1982 годы), преимущественно — частные. Таким образом, возникло «советское ретро», апеллировавшее ко времени, «когда всё было „просто“». Однако, как подчёркивают исследователи, довольно поспешно считать явление проявлением исключительно ностальгическими запросами на «советское», напротив, явление свидетельствует об идеологическом кризисе и поиске как новых, так и старых ориентиров.
В странах бывшей Югославии наблюдается похожее явление «Югоностальгии» — ностальгии по временам единой социалистической Югославии, а на землях бывшей ГДР — «Остальгия» (см. музей ГДР). На территории России есть многочисленные неформальные организации сторонников восстановления СССР. Художественный проект «СССР-2061» создан для возрождения жанра советской фантастики, а основная идея проекта посвящена «будущему, до которого хочется дожить».

### Историография явления
На 2016 год проблематикой «ностальгии по советскому» занимаются ряд социологов и культурологов бывшего СССР. Так, два номера общественно-научного журнала «Лабиринт» посвящены маркерам и памяти советской эпохи в современном обществе, на базе Высшей Школы Экономики в 2011 году проведена конференция «СССР: Жизнь после смерти», при этом количество заявок превысило ожидания организаторов во много раз.

## Общественное мнение

### В странах Постсоветского пространства
По данным социологического опроса ВЦИОМ, проведённого совместно с Международным исследовательским агентством «Евразийский монитор», Исследовательской группой ЦИРКОН (Россия), Социологической Лабораторией «НОВАК» (Белоруссия), Компанией «Research & Branding Group» (Украина) и Институтом сравнительных социальных исследований «ЦеССИ-Казахстан» (Казахстан) на декабрь 2006 года, большинство жителей Белоруссии, России и Украины сожалеют о том, что Советский Союз распался. Особенно сильна ностальгия в России (68 % сожалеющих против 24 % не сожалеющих), несколько слабее — на Украине (59 %/30 %) и Белоруссии (52 %/36 %). А если бы сегодня проводился референдум об объединении бывших союзных республик в новый союз, то участники этого референдума в России и на Украине проголосовали бы скорее за объединение (в России 51 % против 22 %, на Украине 45 % против 25 %), мнения жителей Белоруссии неоднозначны (36 % «за» и 32 % «против»). Не стали бы участвовать в голосовании от 11 % до 16 % опрошенных в этих странах. Однако воссоздание единого союза бывших республик СССР сегодня невозможно, так считает большинство респондентов в каждой из трёх стран: 76 % в Белоруссии, 71 % на Украине и 68 % в России.
Треть респондентов из Украины и Белоруссии (34 % и 32 %) предпочли бы жить в объединённом союзе России, Украины, Белоруссии и Казахстана. На втором месте по числу голосов в Белоруссии точка зрения, что лучше жить в собственной стране без объединения с иной страной и без вхождения в союзы государств (25 %), на третьем месте мнение, что лучше — в Европейском Союзе (18 %). На Украине эти две точки зрения находят равное число сторонников (по 21 %). Общественное мнение Казахстана выделяет два наиболее предпочтительных варианта — это жить в своей стране без объединений или в союзе четырёх стран (России, Украины, Белоруссии и Казахстана) (25 % и 23 %). Среди россиян 30 % считают оптимальным жить в своей стране, ни с кем не объединяясь; 20 % — во вновь объединённом СССР и 21 % — в союзе этих четырёх стран.
Всероссийский опрос ВЦИОМ, проведённый 5-6 марта 2016 года, посвящённый 25-летней годовщине всесоюзного референдума о сохранении СССР, показывает, что 64 % россиян сегодня проголосовали бы за сохранение Союза; для сравнения, на референдуме 1991 года доля тех, кто проголосовал за сохранение СССР составила более 70 %.
Каждый пятый белорус хотел бы жить во времена СССР — к такому выводу пришёл Аналитический центр EcooM в 2011 году, однако более 52 % респондентов не хотят возвращаться во времена СССР. Затруднились с выбором ответа 22,7 % опрошенных.
Несмотря на декоммунизацию на Украине, некоторые жители Харькова до сих пор живут советским прошлым.
В 2022 году профессора Оксфордского университета Пол Чейсти и Стивен Уайтфилд провели анализ данных опросов общественного мнения, в ходе которого изучалась сохраняющаяся идентификация с Советским Союзом среди взрослых граждан России. Чейсти и Уайтфилд отметили, что те, кто больше всего отождествлял себя с Советским Союзом, скорее всего, были пожилыми и менее обеспеченными людьми. Способствующими факторами были "ностальгия по экономической политике и политике социального обеспечения советской эпохи, а также культурная ностальгия по определенному советскому "образу жизни" и традиционным ценностям". Другими распространенными причинами, по которым россияне испытывали ностальгию по Советскому Союзу, являются враждебность по отношению к западным странам, враждебное отношение к капитализму и рыночной экономике, а также желание восстановить военное и политическое господство России на постсоветском пространстве.
В своем обзоре данных Gallup отмечает, что "Для многих жизнь была нелегкой с тех пор, как в декабре 1991 года распался Советский Союз. Жители этих стран пережили войны, революции, государственные перевороты, территориальные споры и многочисленные экономические коллапсы...Пожилые жители...те, чьи системы социальной защиты, такие как гарантированные пенсии и бесплатное медицинское обслуживание, в значительной степени исчезли после распада Союза, с большей вероятностью скажут, что распад нанес ущерб их странам".